# Tomelloso
Tomelloso est une commune d'Espagne de la province de Ciudad Real dans la communauté autonome de Castille-La Manche.

## Administration
| Période                                  | Période | Identité | Étiquette | Qualité |
| ---------------------------------------- | ------- | -------- | --------- | ------- |
|                                          |         |          |           |         |
| Les données manquantes sont à compléter. |         |          |           |         |

### Jumelage
- Niort (France) depuis le 14 novembre 1981

## Culture
- Musée d'art contemporain Infante-Elena (en espagnol : Museo de Arte Contemporáneo Infanta Elena), inauguré en 2011[1].